# Cerambyx apiceplicatus
Cerambyx apiceplicatus är en skalbaggsart som beskrevs av Maurice Pic 1941. Cerambyx apiceplicatus ingår i släktet ekbockar, och familjen långhorningar. Inga underarter finns listade.